# Monmouth (Iowa)
Monmouth és una població dels Estats Units a l'estat d'Iowa. Segons el cens del 2000 tenia 180 habitants.

## Demografia
Segons el cens del 2000, Monmouth tenia 180 habitants, 72 habitatges, i 46 famílies. La densitat de població era de 124,1 habitants/km².
Dels 72 habitatges en un 36,1% hi vivien nens de menys de 18 anys, en un 45,8% hi vivien parelles casades, en un 12,5% dones solteres, i en un 36,1% no eren unitats familiars. En el 27,8% dels habitatges hi vivien persones soles l'11,1% de les quals corresponia a persones de 65 anys o més que vivien soles. El nombre mitjà de persones vivint en cada habitatge era de 2,5 i el nombre mitjà de persones que vivien en cada família era de 3,07.
Per edats la població es repartia de la següent manera: un 27,8% tenia menys de 18 anys, un 6,7% entre 18 i 24, un 34,4% entre 25 i 44, un 16,7% de 45 a 60 i un 14,4% 65 anys o més.
L'edat mediana era de 36 anys. Per cada 100 dones de 18 o més anys hi havia 97 homes.
La renda mediana per habitatge era de 25.714 $ i la renda mediana per família de 26.875 $. Els homes tenien una renda mediana de 21.429 $ mentre que les dones 14.875 $. La renda per capita de la població era de 10.671 $. Cap de les famílies i el 7,5% de la població estaven per davall del llindar de pobresa.

## Poblacions més properes
El següent diagrama mostra les poblacions més properes.